# 华为Mate X5
华为Mate X5是一款由华为公司于2023年9月8日发布的可折叠式智能手机，采用双旋水滴铰链。定位高端商务旗舰。

## 屏幕
华为Mate X5的主屏的刷新率为120hz，像素密度426ppi，触控采样率240Hz，1440Hz高频PWM调光。

## 芯片
华为Mate X5搭载华为Mate 60系列相同的海思 麒麟9000S，不再是受制裁后华为一直使用的高通骁龙系芯片。

## 其他
华为还为Mate X5拥有与上代相同的“灵犀通信”，改善其信号表现。Mate X5还拥有北斗卫星双向通信功能，可借助北斗卫星系统在没有网络信号的情况下进行紧急通讯。

## 售价[1]
| 型号               | 配置       | 中国大陆地区售价（元） |
| ------------------ | ---------- | ---------------------- |
| 华为Mate X5        | 12GB+256GB | 12999                  |
| 华为Mate X5        | 12GB+512GB | 13999                  |
| 华为Mate X5        | 16GB+512GB | 14999                  |
| 华为Mate X5 典藏版 | 16GB+512GB | 15999                  |
| 华为Mate X5 典藏版 | 16GB+1TB   | 16999                  |